# WATIR
WATIR (англ. Web Application Testing in Ruby) — бесплатная библиотека для интерпретатора Ruby с открытым кодом, позволяющая тестировать веб-приложения. Библиотека WATIR понимает структуру веб-страниц и позволяет получить доступ к её элементам. Библиотека WATIR используется для написания сценариев тестирования веб-страниц. С помощью набора таких сценариев можно автоматизировать процесс тестирования веб-приложений.
Watir доступен через менеджер пакетов Ruby Gem. Создатели Watir — Бретт Петтичрд (Bret Pettichord) и Паул Роджерс (Paul Rogers).

## Функциональность
Ruby поддерживает OLE, что дает возможность автоматизации работы браузера Microsoft Internet Explorer. В отличие от инструментов тестирования, основанных на протоколе HTTP, которые симулируют запросы браузера, Watir симулирует работу пользователя с браузером с помощью протокола OLE, который создан на основе архитектуры COM.
COM допускает межпроцессные взаимодействия (например, между Ruby и IE) и динамическое создание и манипулирование объектами. Microsoft называет это автоматизацией OLE, а манипулирующие программы — контроллерами автоматизации. Технически, процесс IE — это сервер, который управляет объектами автоматизации, а программа Ruby становится клиентом, который манипулирует этими объектами.

## Инсталляция
Watir зависит от Ruby, поэтому должны быть установлены оба. Ruby доступен на странице RubyForge 1 Click Installer. Текущая стабильная версия — 1.8.6-26 stable. Ruby также может быть загружен с сайта RubyForge. Текущая стандартная версия — 1.6.2. Эта версия предпочтительна, если не требуется обработка всплывающих окон системы безопасности или модальных диалоговых окон.
Работы по разработке Watir на Rubyforge остановились после релиза 1.4.1 в августе 2005 г. Теперь они ведутся на OpenQA.org. После релиза Watir версии 1.5, разработки должны переместиться на WTR at RubyForge.
Для установки текущей версии Ruby Gem версии 1.5, посетите OpenQA Development Builds и загрузите инструмент gem. Вначале необходимо установить Ruby. Просто запустите самораспаковывающийся архив ruby184-20.exe. Этот файл установит Ruby и RubyGems, а также документацию на них в каталог C:\ruby. RubyGems — это библиотеки для Ruby. Введите «gem list» в командном окне, чтобы просмотреть все установленные библиотеки.
Затем необходимо установить Watir.
1. Откройте командное окно
2. Перейдите в каталог, в который был установлен gem (предположительно C:\ruby) (в большинстве случаев вы будете уже в этом каталоге)
3. Напечатайте «gem install watir»
Вы должны увидеть что-то похожее на это:
```
C:\ruby>gem install watir
Successfully installed watir, version 1.5.1.1100
Installing ri documentation for watir-1.5.1.1100...
Installing RDoc documentation for watir-1.5.1.1100...
```

Если вы устанавливаете watir через прокси, вам нужно добавить следующий текст к команде:
-p http://your-proxy-server-name(недоступная+ссылка):your-proxy-server-port
Например, если ваш прокси-сервер называется proxy, и его порт 8000, добавочный текст в командной строке будет
-p http://proxy:8000(недоступная+ссылка)
Чтобы деинсталлировать Watir, необходимо использовать деинсталлятор gem. Чтобы проверить факт установки Watir, наберите в командной строке 'gem list' для просмотра установленных библиотек. В списке вы должны увидеть такие строчки:
```
watir (1.5.1.1100)
Automated testing tool for web applications.
```

## Примеры

### Поиск на Google
```
# Здесь приводится небольшой скрипт для проверки результата поиска на Google

 
require
 
'watir'
                          
# используем библиотеку Watir

 
test_site
 
=
 
'http://www.google.com'
      
# инициализируем переменную

 
ie
 
=
 
Watir
::
IE
.
new
                       
# открываем браузер Internet Explorer

 
ie
.
goto
(
test_site
)
                       
# открываем сайт

 
ie
.
text_field
(
:name
,
 
"q"
)
.
set
(
"pickaxe"
)
 
# в текстовое поле с именем "q" помещаем слово "pickaxe"

 
ie
.
button
(
:name
,
 
"btnK"
)
.
click
           
# нажимает на кнопку с именем "btnK"

 

 
if
 
ie
.
text
.
include?
(
"Programming Ruby"
)
  

   
puts
 
"Test Passed. Found the test string: 'Programming Ruby'."

 
else

   
puts
 
"Test Failed! Could not find: 'Programming Ruby'"
 

 
end

```

Предыдущие команды могут выполнить в интерактивной среде irb (Interactive Ruby Shell).

### Обработка всплывающих окон
```
require
 
'watir'

require
 
'watir/dialog'

 

link
 
=
 
'http://www.w3schools.com/js/tryit_view.asp?filename=tryjs_alert'

 

ie
 
=
 
Watir
::
IE
.
start
(
link
)

 

# нажимаем на кнопку, не блокируя работу Watir

ie
.
button
(
:value
,
 
'Display alert box'
)
.
click_no_wait
   

 

dialog
 
=
 
Watir
::
Dialog
.
new

 

# даем время на появление окна

sleep
 
0
.
4

 

# нажимает на кнопку 'OK' на диалоговом окне, закрываем окно

dialog
.
button
(
'OK'
)
.
click
  

 

# Ждем пока диалоговое окно выполнит работу

# и IE продолжит свою работу

ie
.
waitForIE

```

### Просмотр объектов
Для получения информации о различных объектах, находящихся на страницах, можно использовать следующее:
```
# Информация о различных элементах на странице

puts
 
ie
.
frame
(
"top_frame"
)
.
text_fields
.
map
(
&
:to_s
)

puts
 
ie
.
frame
(
"top_frame"
)
.
spans
.
map
(
&
:to_s
)

puts
 
ie
.
frame
(
"top_frame"
)
.
tables
.
map
(
&
:to_s
)

puts
 
ie
.
frame
(
"top_frame"
)
.
links
.
map
(
&
:to_s
)

puts
 
ie
.
frame
(
"top_frame"
)
.
select_lists
.
map
(
&
:to_s
)

puts
 
ie
.
frame
(
"top_frame"
)
.
labels
.
map
(
&
:to_s
)

```

Предыдущий пример также показывает способ доступа к содержимому фрейма. Если фреймы не используются, удалите часть «.frame("top_frame")» из команд.